# Teatr Lalek Banialuka
Teatr Lalek Banialuka – teatr lalek założony w 1947 w Bielsku-Białej przez artystów plastyków Jerzego Zitzmana i Zenobiusza Zwolskiego. Jego siedzibą jest budynek przy ul. A. Mickiewicza 20 na Dolnym Przedmieściu, wzniesiony w 1934 jako żydowski dom kultury im. Chaima Nachmanna Bialika. W miejscu placu przed teatrem w latach 1881–1940 stała bielska synagoga.
Ze swoimi przedstawieniami Teatr Banialuka odwiedził kilkadziesiąt krajów świata, wśród nich Japonię, Chile i Stany Zjednoczone.
Od 1966 Banialuka jest organizatorem Międzynarodowego Festiwalu Sztuki Lalkarskiej. W 2007 w konkursie wzięło 13 krajów: Francja, Niemcy, Iran, Portugalia, Słowacja, Włochy, Czechy, Serbia, Hiszpania, Austria, Bułgaria, Rosja i Polska. Teatr Lalek Banialuka wystąpiła poza konkursem i zaprezentował 3 przedstawienia: Przemiana, Królowa Śniegu i Antygona. Uczestniczyła również w wielu innych festiwalach teatralnych, m.in. w Edynburgu, Awinione, Cividale del Friuli, Nowym Jorku i Charleville-Mezieres oraz przeglądach, na których była wielokrotnie nagradzana.
Banialuka również organizuje warsztaty dla najmłodszej i nieco starszej publiczności, które są prowadzone przez doświadczonych aktorów.
W latach 2005–2019 dyrektorem Banialuki była Lucyna Kozień, redaktorka naczelna czasopisma „Teatr Lalek” i Członek Zarządu Polskiego Ośrodka Lalkarskiego POLUNIMA. Od 2019 funkcję dyrektora naczelnego i artystycznego sprawuje Jacek Popławski.

## Niektóre nagrody i wyróżnienia
- marzec 2008 – Złota Maska dla Teatru Lalek Banialuka za Najlepszy Spektakl dla Młodego Widza za przedstawienie W beczce chowany.
- marzec 2008 – Złota Maska dla Konrada Ignatowskiego w kategorii Najlepsza Rola w Teatrach Lalkowych za rolę Syna/Psa w spektaklu W beczce chowany.
- grudzień 2007 – Platynowy Laur Umiejętności i Kompetencji Ambasador Spraw Polskich dla Teatru Lalek Banialuka (nagroda przyznawana przez Regionalną Izbę Gospodarczą w Katowicach)
- październik 2007 – ATEST Polskiego Ośrodka ASSITEJ (czyli Świadectwa Wysokiej Jakości i Poziomu Artystycznego) za przedstawienie Baśń o Rycerzu bez Konia
- październik 2007 – ATEST Polskiego Ośrodka ASSITEJ (czyli Świadectwa Wysokiej Jakości i Poziomu Artystycznego) za przedstawienie Diabelskie Figle
- wrzesień 2007 – Złota Odznaka Honorowa za Zasługi dla Województwa Śląskiego
- czerwiec 2007 – Grand Prix dla Teatru Lalek Banialuka za przedstawienie Baśń o Rycerzu bez Konia – Międzynarodowy Festiwal Teatrów Lalek „Katowice Dzieciom”
- czerwiec 2007 – Nagroda za Najlepszą Rolę Męską dla Piotra Tomaszewskiego za kreację w spektaklu Baśń o Rycerzu bez Konia – Międzynarodowy Festiwal Teatrów Lalek „Katowice Dzieciom”
- marzec 2007 – Laur im. Dembowskiego dla Lucyny Sypniewskiej za rolę Goplany w spektaklu Balladyna
- październik 2006 – Nagroda Polskiego Ośrodka ASSITEJ dla krytyka teatru dla dzieci i młodzieży za rok 2005 dla Lucyny Kozień za talent, fachowość i konsekwencję w dokumentowaniu i ocenieniu polskiego teatru dla dzieci i młodzieży, za życzliwe i mądre pióro recenzenckie oraz pracę dziennikarską promującą teatr dla młodego widza
- czerwiec 2006 – Nagroda Dziecięcej Komisji Konkursowej za najlepsze przedstawienie festiwalu dla spektaklu Kot w butach – Świętokrzyski Festiwal Teatrów Lalkowych „Brzechwa i inni...”
- czerwiec 2006 – I nagroda za scenografię dla Haliny Zalewskiej-Słobodzianek za spektakl Siała baba mak – Ogólnopolski Konkurs na Wystawienie Polskiej Sztuki Współczesnej
- marzec 2006 – Złota Maska za Najlepszy Spektakl Roku dla Dzieci dla Teatru Lalek Banialuka za przedstawienie Zielony Wędrowiec
- marzec 2006 – Laur im. Dembowskiego dla Małgorzaty Król, Eugeniusza Jachyma, Tomasza Sylwestrzaka, Piotra Tomaszewskiego za kreację zbiorową w spektaklu Siała baba mak